# Batalhão Atlacatl
Batalhão Atlacatl, uma antiga unidade do exército salvadorenho, foi um batalhão de contra-insurgência de resposta rápida criado em 1980 na Escola das Américas do Exército dos Estados Unidos, então localizada no Panamá. Foi implicado em alguns dos massacres mais infames da Guerra Civil Salvadorenha. Foi nomeado devido a Atlacatl, uma figura lendária da história salvadorenha.

## Treinamento
Os primeiros soldados salvadorenhos treinados do Batalhão Atlacatl chegaram a El Salvador em 1981. O Batalhão foi treinado em Fort. Bragg, Carolina do Norte, pelas Forças Especiais dos Estados Unidos e pelo 2.º Batalhão, 505.° Regimento de Infantaria da 82ª Divisão Aerotransportada. Os soldados do Batalhão Atlacatl foram equipados e dirigidos por conselheiros militares estadunidenses que operavam em El Salvador durante a guerra civil na década de 1980. O The New York Times descreveu o Batalhão Atlacatl como "o orgulho da equipe militar dos Estados Unidos em San Salvador. Treinado em operações antiguerrilha, o batalhão tinha a intenção de virar uma  guerra perdida". 

## Dissolução
O Batalhão foi dissolvido nos termos dos Acordos de Paz de Chapultepec de 1992 que encerraram o conflito de doze anos.

## Investigação
No início da década de 1990, a Comissão da Verdade para El Salvador investigou crimes de guerra durante a guerra civil. O relatório conclui que o Batalhão foi responsável pelo massacre de El Mozote, pelo massacre de El Calabozo e pelo assassinato de seis padres jesuítas. O Batalhão também foi implicado no assassinato de "cerca de 50 civis nas margens do rio Guaslinga".
A Human Rights Watch ligou o Atlacatl a massacres adicionais não citados no relatório da Comissão da Verdade para El Salvador: dezenas de mortos em Tenancingo e Copapayo em 1983, 68 em Los Llanitos e três assassinatos separados em 1989. Neste relatório de 1990, a Human Rights Watch conclui que esse registro não deve ser surpreendente. "As autoridades dos Estados Unidos nunca fingiram que as preocupações com direitos humanos deveriam prevalecer sobre a necessidade de vencer a guerra, quando, como costuma acontecer, os dois objetivos conflitam". 